# فرنسيس جاي ويبر
فرنسيس جاي ويبر (بالإنجليزية: Francis J. Weber)‏ هو كاتب أمريكي، ولد في 22 يناير 1933 في إنديانابوليس في الولايات المتحدة.